# Carvedilol
Carvedilol ist ein chiraler Arzneistoff aus der Gruppe der Betablocker, der als Racemat zur Behandlung des Bluthochdrucks (arterielle Hypertonie), der Angina pectoris und der chronischen Herzinsuffizienz eingesetzt wird. Er unterscheidet sich von anderen Betablockern durch zusätzliche Wirkungen als Alphablocker bzw. Vasodilatator. Carvedilol unterliegt der ärztlichen Verschreibungspflicht.

## Klinische Angaben

### Anwendungsgebiete (Indikationen)
Carvedilol wird zur Behandlung der essentiellen Hypertonie und der koronaren Herzkrankheit mit Angina pectoris eingesetzt. Carvedilol ist ebenfalls in Kombination mit Diuretika und ACE-Hemmern zur Behandlung der chronischen Herzinsuffizienz zugelassen.

### Gegenanzeigen (Kontraindikationen)
Absolute Kontraindikationen sind die dekompensierte Herzinsuffizienz, Herzinsuffizienz mit einer Ruheherzfrequenz < 50 min−1, akute Lungenembolie, Prinzmetal-Angina, Cor pulmonale, Asthma bronchiale, unbehandeltes Phäochromozytom, klinisch relevante Leberfunktionsstörungen, intravenöse Therapie mit Antiarrhythmika, kompletter Links- oder Rechtsschenkelblock, akute entzündliche Herzerkrankungen, hämodynamisch wirksame Herzklappenfehler, Personen unter 18 Jahren.
Relative Kontraindikationen sind die instabile Angina pectoris, AV-Block 1. Grades, periphere Gefäßerkrankungen und die Hypothyreose.

### Unerwünschte Wirkungen (Nebenwirkungen)
Als unerwünschte Arzneimittelwirkung kann es zu einer Verstärkung einer Prinzmetal-Angina (einer Form der Angina pectoris), zu Luftnot durch Bronchospasmus, verstopfter Nase, Gliederschmerzen, Bauchschmerzen, Kopfschmerzen, Verstärkung von Claudicatio intermittens und Raynaud-Syndrom kommen. Bei Patienten mit einer Herzinsuffizienz oder eingeschränkter Nierenfunktion kann eine Verschlechterung der Nierenfunktion eintreten, selten auch Nierenversagen. Weitere mögliche Nebenwirkungen sind Bradykardie, AV-Blockierungen, orthostatische Hypotonie mit Schwindelanfällen, Synkopen, Übelkeit und Durchfall. Selten können Sehstörungen und Augenreizungen, Verwirrtheit, Schlafstörungen, Psychose (Depressionen), Ödeme, Veränderungen der Leberwerte, allergische Reaktionen, Verstärkung einer Herzinsuffizienz, Thrombopenie und Leukopenie auftreten.

## Pharmakologische Eigenschaften

### Wirkungsmechanismus (Pharmakodynamik)
Carvedilol ist ein kompetitiver Rezeptorantagonist für β- und α1-Adrenozeptoren. Die beobachtete Vasodilatation erfolgt hauptsächlich durch eine Blockade von α1-Adrenozeptoren. Carvedilol besitzt keine intrinsische sympathikomimetische Aktivität. Aufgrund der vasodilatierenden Eigenschaft senkt Carvedilol den peripheren Gefäßwiderstand, und aufgrund der β-Blockade wird die Plasma-Renin-Aktivität vermindert. Carvedilol wirkt zudem als FIASMA (funktioneller Hemmer der sauren Sphingomyelinase).

### Aufnahme und Verteilung im Körper (Pharmakokinetik)
Carvedilol wird schnell resorbiert, der maximale Wirkspiegel wird nach etwa einer Stunde erreicht. Die absolute Bioverfügbarkeit liegt beim Menschen um 25 %. Die Plasmahalbwertszeit nach oraler Einnahme (Tabletten zu 6,25 bis 25 mg, verabreicht in einer Dosis von ein bis zweimal 3,125 bis 25 mg pro Tag) beträgt etwa sechs bis zehn Stunden. Die Ausscheidung erfolgt überwiegend biliär über die Leber, ein geringer Anteil wird in Form von Metaboliten über die Niere ausgeschieden.

## Klinische Studien

### Nachweis bei Herzinsuffizienz
COPERNICUS (Carvedilol Prospective Randomized Survival Trial, 2001) war eine Studie bei der Carvedilol versus Placebo eingesetzt wurde. Eingeschlossen waren Patienten mit Herzinsuffizienz NYHA IV. Carvedilol senkte die Gesamtsterblichkeit gegenüber dem Placebo um 35 %. Eingeschlossen waren Patienten mit Trinkmengenbegrenzung und unter Zusatzmedikation von ACE-Hemmern, Diuretika und Digitalisglykosiden. Diese Studie zeigte erstmals den Nutzen von Betablockern bei diesem Stadium der Herzinsuffizienz. Weiterhin besteht eine Kontraindikation von Betablockern bei der akut dekompensierten Herzinsuffizienz.

### Vergleich mit Metoprolol
Die 1996 begonnene und 2003 in The Lancet publizierte COMET-Studie mit 3029 Patienten zeigte eine Überlegenheit von 2 × 25 mg Carvedilol (die tägliche Maximaldosis) im Vergleich zu 2 × 50 mg Metoprolol in nicht retardierter Form bei Patienten mit Herzinsuffizienz. Unter Carvedilol starben während der durchschnittlich fünf Studienjahre 88 Patienten weniger als unter Metoprolol, was einer statistisch signifikanten Senkung der Mortalität um 17 % entsprach. Die Relevanz dieser Studienergebnisse wird bis heute kontrovers diskutiert, da das Metoprolol in geringerer Dosis und in einer anderen Galenik verabreicht wurde, als es der heutigen Standardtherapie bei Herzinsuffizienz entspricht. Kritiker werfen den Leitern der von den Carvedilol-Anbietern Hoffmann-La Roche und GlaxoSmithKline finanzierten Studie vor, dass sie aufgrund dieser Erkenntnisse spätestens 1999 hätte abgebrochen werden müssen. In den aktuellen Leitlinien für die Behandlung der Herzinsuffizienz in Europa und den USA werden die Betablocker Bisoprolol, Carvedilol und Metoprolol als in adäquater Dosierung vermutlich gleichwertig angesehen.

## Stereoisomerie
Carvedilol ist chiral, enthält also ein Stereozentrum. Es gibt somit zwei Enantiomere, die (R)-Form und die (S)-Form. Die Handelspräparate enthalten den Arzneistoff als Racemat (1:1-Gemisch der Enantiomere). Das aktive Stereoisomer (Eutomer) ist die (S)-Form von Carvedilol.
(R)-Enantiomer (oben) und (S)-Enantiomer von Carvedilol.

## Handelsnamen
Monopräparate

CarLich (D), Carvedigamma (D), Dilatrend (D, A, CH), Dimetil (D), Querto (D), zahlreiche Generika (D, A, CH)
Kombinationspräparate

Co-Dilatrend (A)